# Diya Mirza
Diya Mirza est une actrice indienne, née le 9 décembre 1981 en Inde, d'un père allemand et d'une mère Bengali.
Son surnom est Dee. Elle est devenue très amie avec Salman Khan depuis que celui-ci l'a aidé à sauver sa mère qui avait eu un malaise.
Elle a gagné le titre de Miss Asia Pacific en 2000. Elle a gagné le titre de "Miss beautiful smile" et le "Sony viewers choice award".

## Filmographie
- 2001 : Rehnaa Hai Terre Dil Mein : Reena Malhotra
- 2001 : Deewaanapan : Kiran Choudhary
- 2002 : Tumko Na Bhool Paayenge : Muskaan
- 2003 : Dum : Kaveri
- 2003 : Pran Jaaye Par Shaan Na Jaaye : Saundarya
- 2003 : Tehzeeb :  Nazneen Jamal
- 2004 : Kyun...! Ho Gaya Na : Preeti (apparition)
- 2004 : Tumsa Nahin Dekha : Jiya
- 2005 : Blackmail (en) :  Mrs. Mohan
- 2005 : Naam Gum Jaayega : Natasha/Geetanjali
- 2005 : Koi Mere Dil Mein Hai : Simran
- 2005 : Parineeta : Gayetri Tatya
- 2005 : Dus
- 2006 : Fight Club: Annu
- 2006 : Phir Hera Pheri : Apparition dans une chanson
- 2006 : Alag : Purva
- 2006 : Lage Raho Munna Bhai : Simran
- 2006 : Kabhi Bhi Kahin Bhi (post-production)
- 2006 : Honeymoon Travels Pvt. Ltd.
- 2010 : Hum Tum Aur Ghost : Gehna
- 2011 : Love Breakup And Zindagi